# Heinrich Conrad Schleinitz
Heinrich Conrad Schleinitz (Zschaitz-Ottewig, 1 oktober 1805 - Leipzig, 13 mei 1881) was een Duits jurist en tenor.
Schleinitz werd geboren als zoon van een schoolrector. Zijn opleiding verkreeg hij aan de Thomasschule in Leipzig. Nadat hij daar afgesutdeerd was ging hij rechtswetenschappen studeren aan de Universiteit van Leipzig. Nadat die studie afgerond was ging hij werken als advocaat. Hij wendde zich tevens tot de muziek. In 1830 zong hij tijdens een festival in Halle en in 1848 zong hij mee tijdens een uitvoering van Mendelssohns Elias. Hij werd benoemd als een van de leiders van het Gewandhaus en werd bevriend met Mendelssohn. Mendelssohn droeg een aantal werken aan hem op, bijvoorbeeld zijn Ein Sommernachtstraum. Ook werden regelmatig werken opgedragen aan zijn vrouw Constanze Schleinitz. Niels Gade, Deens componist in Duitsland, droeg zijn Fünf Gesänge aan haar op. Nadat Mendelssohn in 1847 overleed volgde Schleinitz hem op als directeur van Conservatorium in Leipzig. Schleinitz werd langzaam blind en overleed in 1881.
- Gemeinsame Normdatei: 117324043
- International Standard Name Identifier: 0000 0000 1367 6131
- Library of Congress Control Number: n2012000816
- SNAC: w63r150s
- Virtual International Authority File: 30310346
- WorldCat: E39PBJjxpkDXJfhCq6fHVxjHmd